# Cristóvão I de Alexandria
Cristóvão I de Alexandria (em Grego Χριστόφορος, Christóforos) foi o patriarca Grego Ortodoxo de Alexandria entre 817 e 841. Ele participou do Sínodo de Jerusalém contra o iconoclasma e há informações de que ele ficou paralisado.
Suas obras fazem parte da Patrologia Grega (PG C), de Migne.

## References
- «Christophorus I (817–841)». Sítio oficial do Patriarcado Ortodoxo Grego de Alexandria e de toda a África. Consultado em 7 de fevereiro de 2011